# Penisola di Doberai

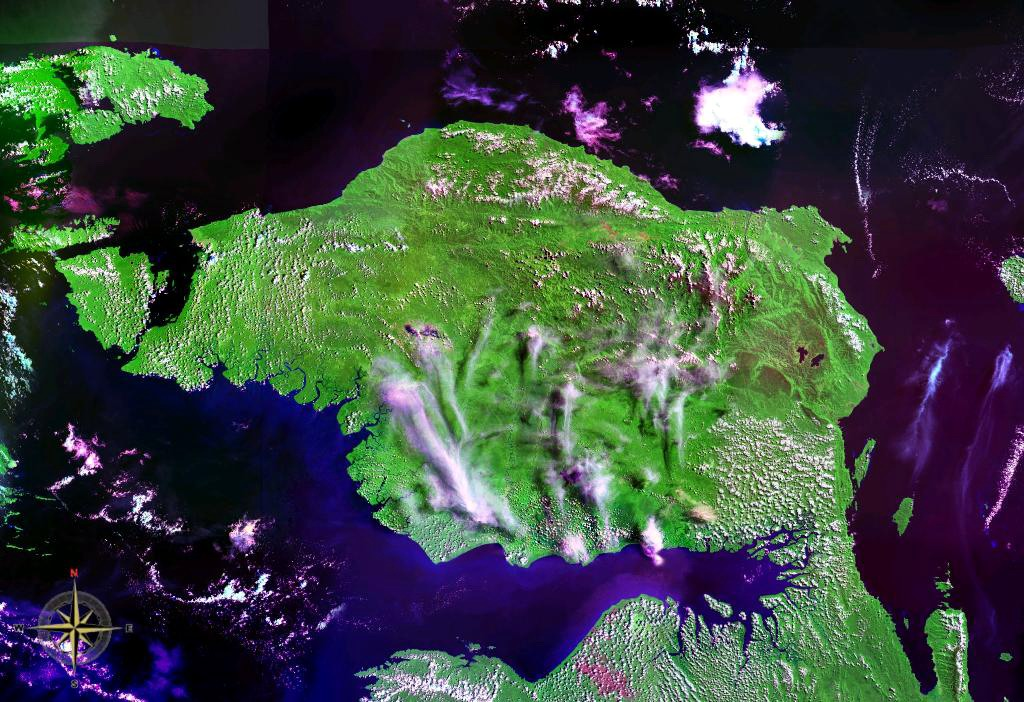
Veduta satellitare dell'isola.

La penisola di Doberai (nota anche come Vogelkop; in indonesiano: Semenanjung Kepala Burung o Semenanjung Doberai; in inglese: Bird's Head Peninsula) è una penisola situata nella parte nord-occidentale della Nuova Guinea, nella provincia indonesiana di Papua Barat. In passato faceva parte della Nuova Guinea olandese e pertanto prese il nome olandese di Vogelkop o Vogelkopf, cioè «testa di uccello»; il nome si deve al fatto che la forma della Nuova Guinea ricorda un po' quella di un uccello appollaiato: in tale prospettiva, la penisola di Doberai indica proprio la testa dell'animale.

## Geografia

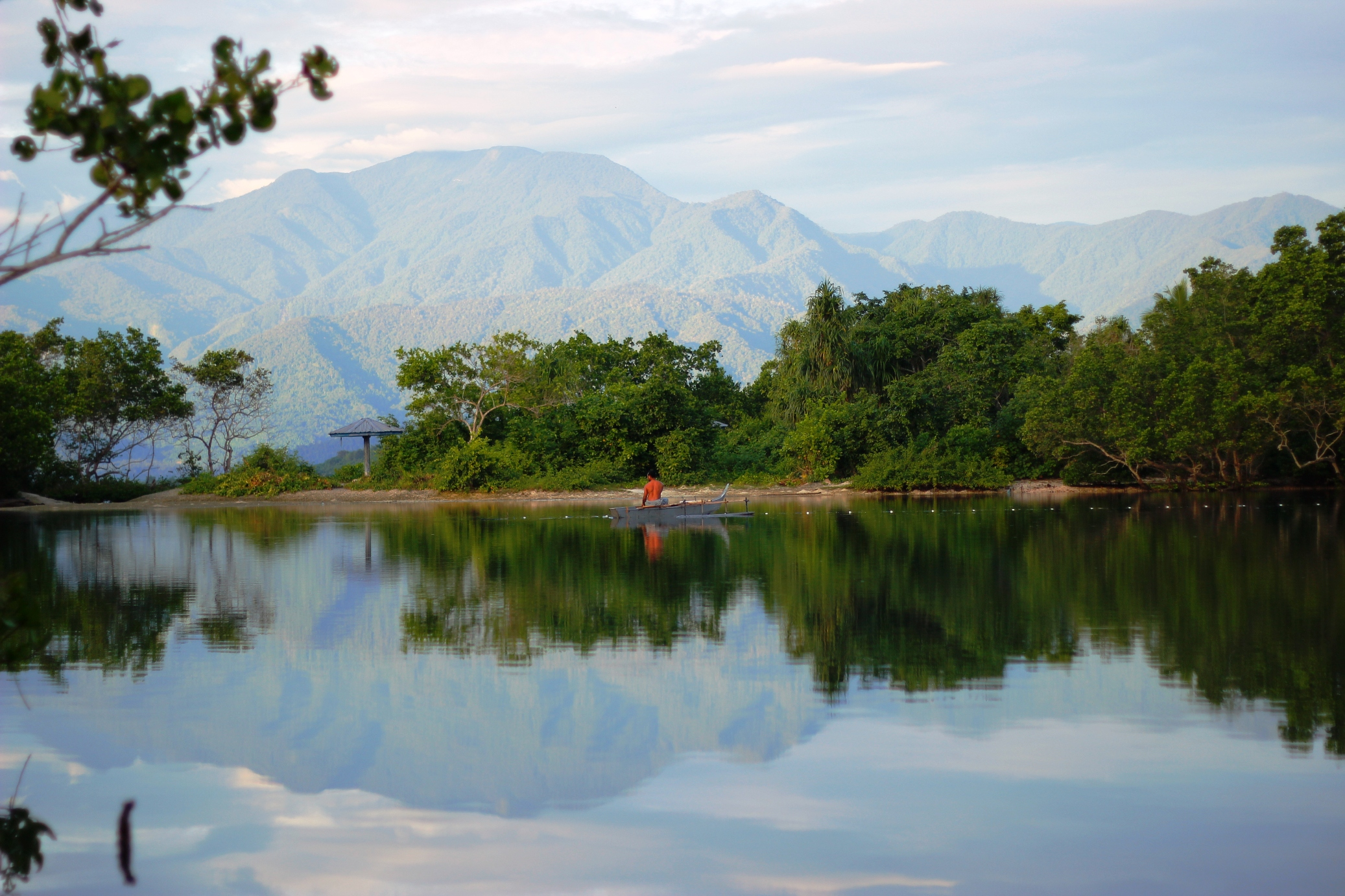
I monti Arfak, nel nord-est della penisola.

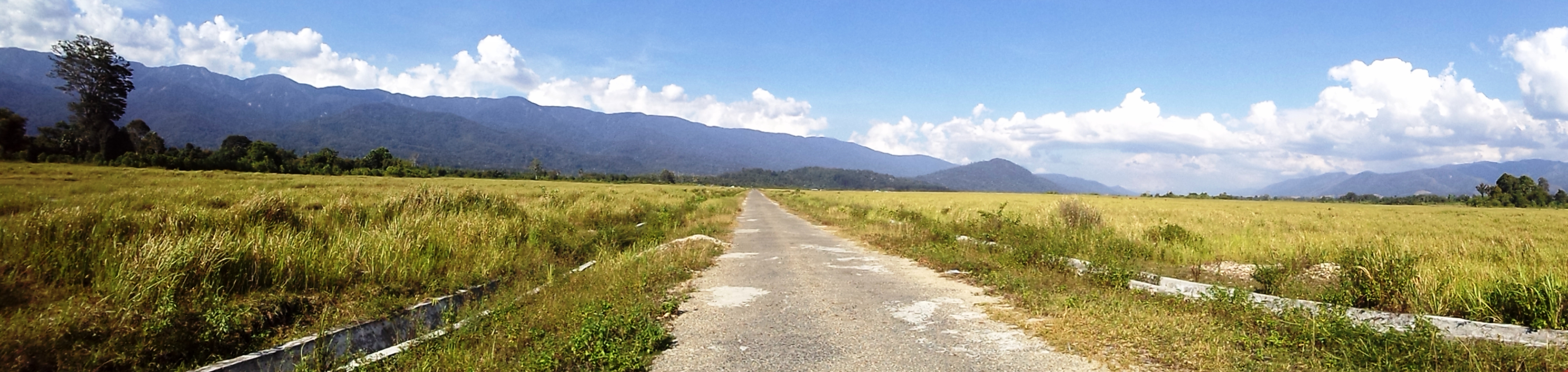
La valle di Kebartal con i monti Tamrau sullo sfondo.

L'angolo sud-orientale della penisola, che si affaccia sulla baia di Cenderawasih (nota in passato come baia di Geelvink), fa parte del parco nazionale di Teluk Cenderawasih. Mentre le regioni costiere della parte sud-occidentale sono pianeggianti e ricoperte da paludi umide, l'intera parte settentrionale è montuosa. I monti Tamrau, a nord-ovest, sono separati dai monti Arfak, a nord-est, dalla valle di Kebar. Questi ultimi culminano con il Gunung Mebo (noto in passato come Vogelkop), una montagna di 2939 m, il punto più alto della penisola. Al centro della penisola vi è una formazione carsica, l'altopiano di Ayamaru, con i laghi omonimi.
Le località più importanti sono Manokwari a nord, Sorong a ovest, Bintuni e Ransiki. Vicino a Sorong e Bintuni vi sono giacimenti di petrolio.
La baia di Bintuni, che delimita a sud la penisola, ospita la palude di mangrovie più vasta del mondo, con una superficie di 4352 km². Dal 2005 al 2009, sotto la direzione della BP, venne portato avanti il progetto Tangguh per produrre 7,6 milioni di tonnellate di gas naturale liquefatto con un investimento di 3 miliardi di dollari. La baia di Bintuni si allarga verso il mare di Ceram nel golfo di Berau. A sud di essa si trova la penisola di Bomberai.

## Flora e fauna
La penisola di Doberai è ricoperta, al di sopra dei 1000 m, da foreste pluviali di montagna, che ricoprono in tutto una superficie di oltre 22.000 km². Sono molte le specie animali endemiche delle montagne della regione, come la farfalla Ornithoptera rothschildi, il coda ad anello di Schlegel, un marsupiale, e una specie di ratto lanoso del genere Mallomys non ancora descritta ufficialmente.
Sono più di 300 le specie di uccelli che abitano la penisola, di cui almeno 20 endemiche di queste foreste, come il cappuccino dell'Arfak, il giardiniere del Vogelkop e la paradisea reale.
Nella penisola di Doberai (compresa la penisola di Bomberai e le isole al largo) vivono 24 specie endemiche di pesci arcobaleno (Melanotaenia), molte delle quali diffuse nelle aree carsiche, come il pesce arcobaleno arlecchino.

## Lingue

Distribuzione delle lingue trans-Nuova Guinea.

Nella penisola di Doberai vengono parlate tradizionalmente sia lingue austronesiane che papuane, ma la stragrande maggioranza degli abitanti parla lingue appartenenti a quest'ultimo gruppo. Se contiamo anche il gruppo insulare di Raja Ampat (in italiano «Quattro Re») e l'isola al largo di Meoswar (o Waar), nella regione si parlano oltre 30 lingue diverse. La distribuzione geografica delle lingue (come altrove in Nuova Guinea) riflette le diverse ondate di insediamento sull'isola: quando i navigatori austronesiani raggiunsero la Nuova Guinea 3000-4000 anni fa, l'entroterra dell'isola era già abitato da popolazioni di lingua papuasica. I nuovi arrivati, invece, si stabilirono principalmente sulle coste e sulle isole al largo.
Tra le lingue austronesiane della penisola di Doberai vi sono quelle parlate sulle isole Raja Ampat (compresa la lingua as, diffusa sulla costa nord-occidentale, a est di Sorong), il wandamen, parlato a sud-est sul «collo» della Testa di Uccello nella regione di Bintuni e il meoswar parlato su un'isola montuosa a sud-est. L'ex lingua franca regionale, il biak, è parlata nell'area di Manokwari. Esistono anche varianti orientali dell'indonesiano (in inglese Papuan Malay), attualmente parlate in tutti gli insediamenti e nelle città più grandi, così come altre lingue regionali introdotte da migranti provenienti da diverse regioni della Nuova Guinea occidentale.
Le lingue papuane parlate nella penisola di Doberai possono essere riassunte sotto il termine lingue papuasiche occidentali, che non indica alcuna relazione genetica tra esse, ma serve piuttosto come termine collettivo per indicare una specifica area linguistica (all'interno della quale vengono incluse di solito anche le Molucche con Halmahera e il gruppo di lingue timor-alor-pantar). La classificazione filogenetica delle lingue papuasiche non è stata ancora chiarita in modo definitivo. Generalmente, in base alle ricerche di Wurm, McElhanon e Voorhoeve, le lingue del Vogelkop meridionale, parlate nella parte sud-occidentale della penisola, vengono attribuite al gruppo delle lingue trans-Nuova Guinea, di gran lunga la più grande famiglia linguistica non austronesiana della Nuova Guinea. Altre famiglie linguistiche postulate sono le lingue del Vogelkop occidentale a ovest, le lingue del Vogelkop orientale, come il meyah e il sougb e la famiglia hatam-mansim a est, e alcune lingue non classificabili come il maybrat, l'abun e lo mpur nell'interno della penisola.